# Dorfkirche Garwitz

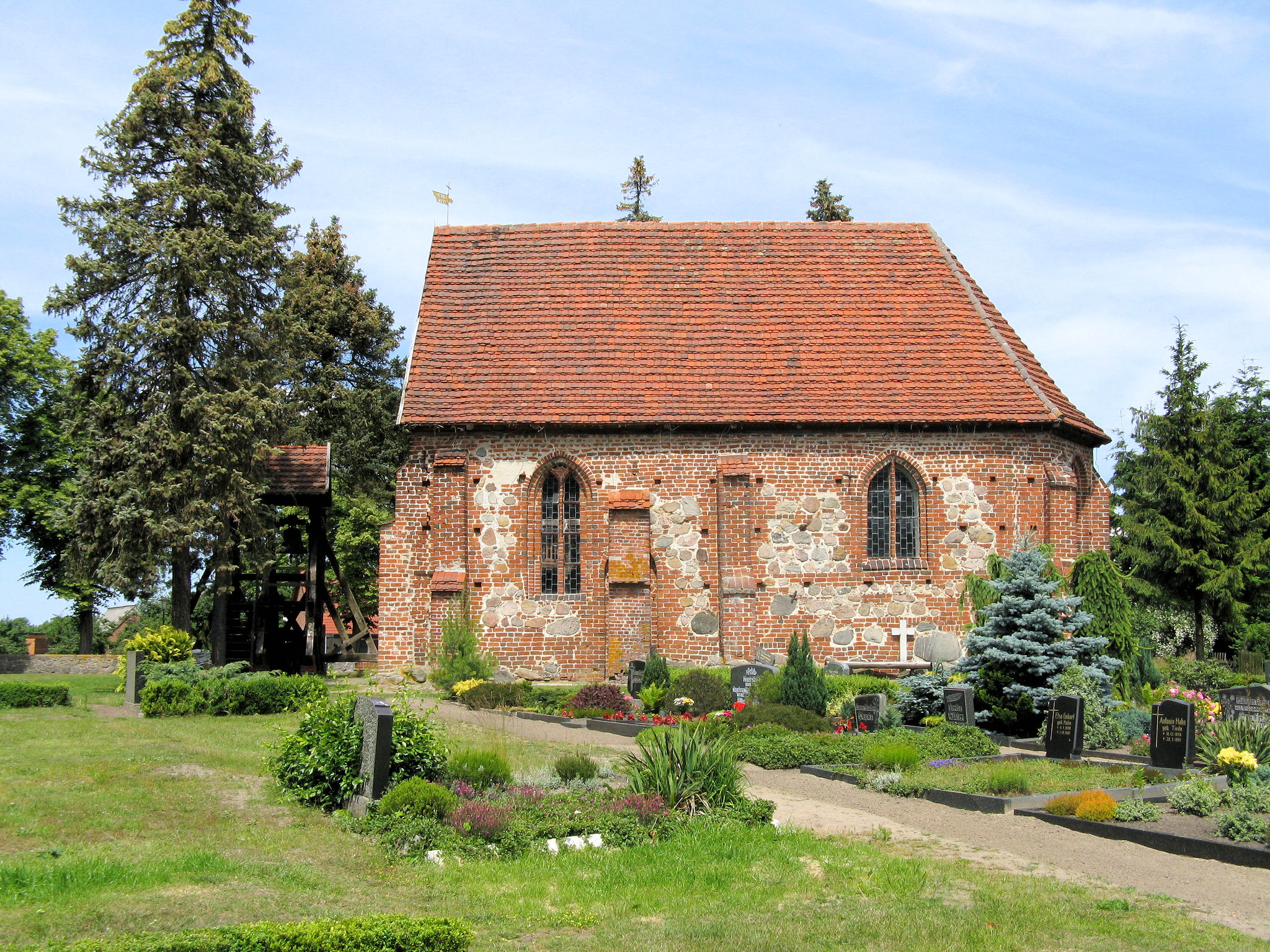
Dorfkirche Garwitz

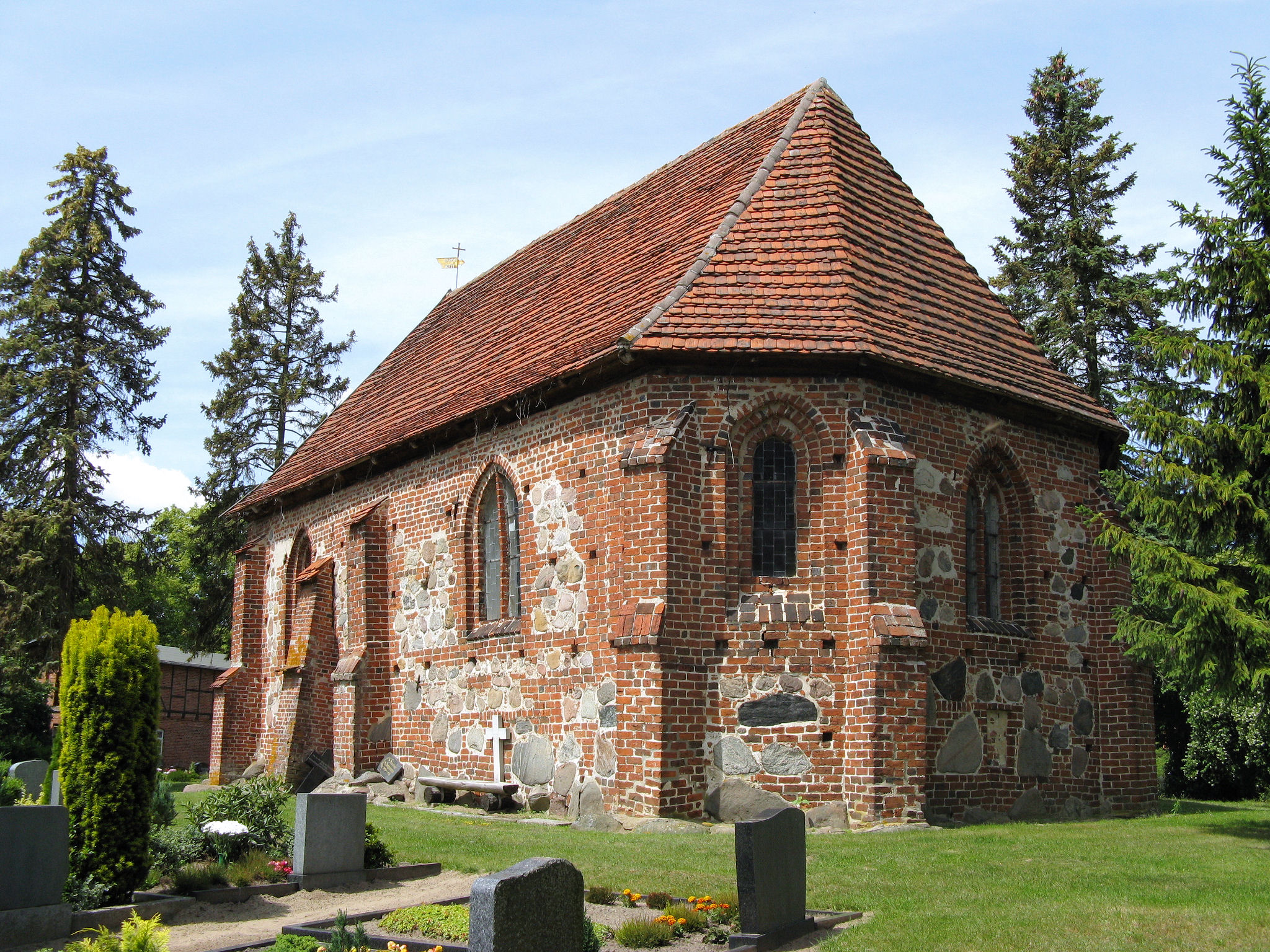
Ansicht von Südost

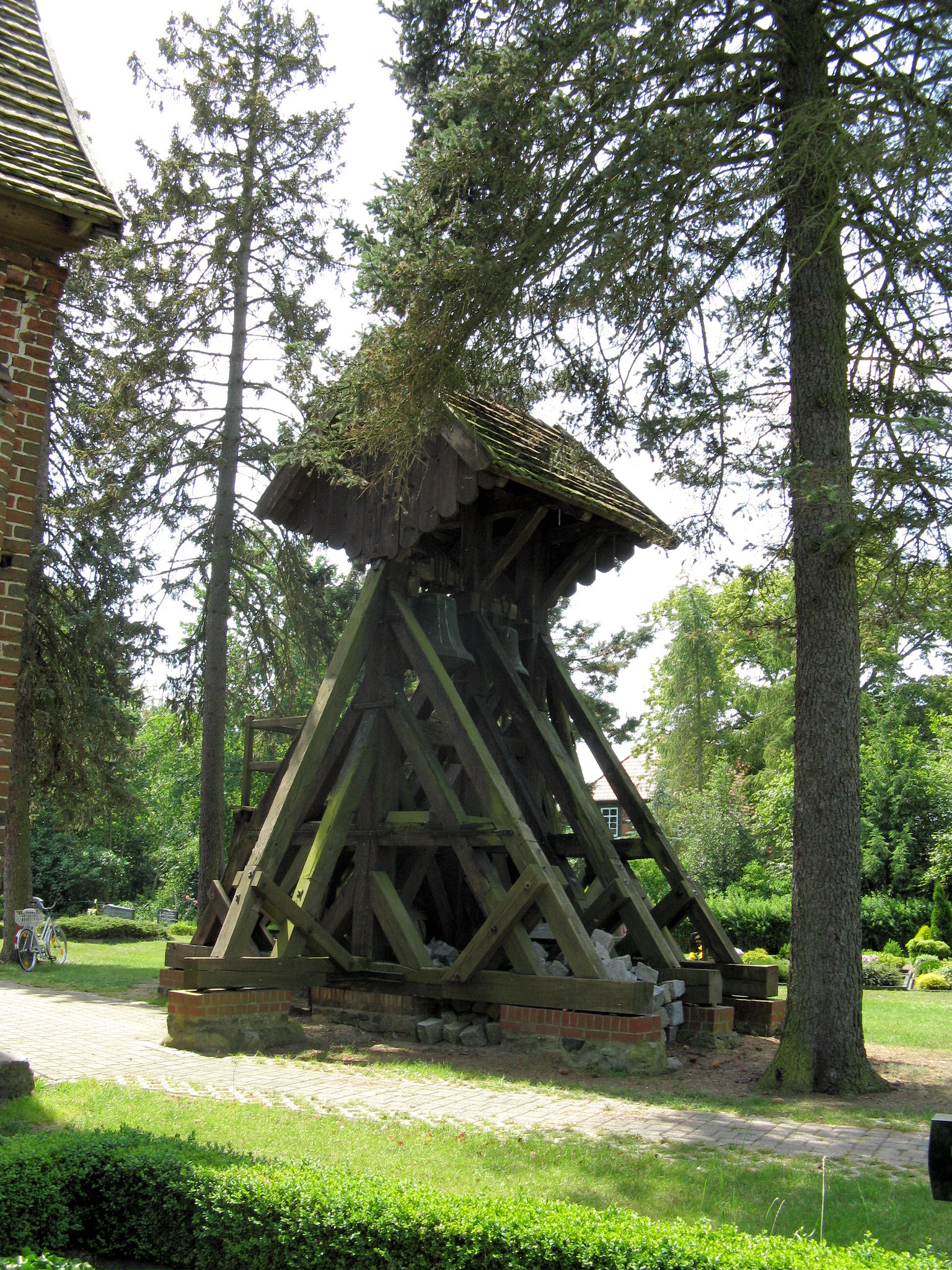
Glockenstuhl

Die evangelische Dorfkirche Garwitz ist eine gotische Backsteinkirche im Ortsteil Garwitz der Gemeinde Lewitzrand im Landkreis Ludwigslust-Parchim in Mecklenburg-Vorpommern. Sie gehört zur Kirchengemeinde Garwitz in der Propstei Parchim der Evangelisch-Lutherischen Kirche in Norddeutschland (Nordkirche).

## Geschichte und Architektur
Die Dorfkirche Garwitz ist ein flachgedeckter Saal aus Feld- und Backsteinmauerwerk aus dem 15. Jahrhundert. Strebepfeiler und Ansätze von Schildbögen lassen auf eine beabsichtigte Einwölbung mit zwei Jochen schließen. Die Spitzbogenfenster und die Portale zeigen gestufte Gewände. Der Chor ist mit einem leicht unregelmäßigen dreiseitigen Abschluss versehen. Die Glocken sind in einem Glockenstuhl nordwestlich der Kirche aufgehängt, der im Jahr 1996 restauriert wurde.

## Ausstattung
Hauptstück der Ausstattung ist ein künstlerisch wertvoller Schnitzaltar vom Ende des 15. Jahrhunderts, der im 19. Jahrhundert aus der Stadtkirche Crivitz übernommen wurde. Im Zentrum ist eine figurenreiche Darstellung der Kreuzigung angeordnet, die von Johannes dem Evangelisten und dem heiligen Georg flankiert wird. In den Flügeln sind die Apostel und vier weibliche Heilige dargestellt. Die Baldachine und das Schleierwerk sind besonders fein gearbeitet.
An der Brüstung der Orgelempore sind Figuren der elf Apostel und von Anna selbdritt, der heiligen Katharina und eines Bischofs aus einem ehemaligen Altarschrein aus der zweiten Hälfte des 15. Jahrhunderts angeordnet.
Ein Kronleuchter aus dem Jahr 1714 stammt aus der Kirche von Domsühl.
Die große Bronzeglocke von 1453 zeigt ein Gießerzeichen wie die Glocken im Schweriner Dom und in der Kirche Damshagen. Die kleinere Glocke wurde im Jahr 1954 aus dem Material einer 1505 gegossenen, gesprungenen Glocke neu gegossen.
Die Orgel ist ein Werk von Johann Heinrich Runge aus dem Jahr 1854 mit fünf Registern auf einem Manual. Das Pedal (C–a0) ist angehängt.
| Manual C–g3 |                |    |
| 1.          | Prinzipal      | 8′ |
| 2.          | Hohlflöte      | 8′ |
| 3.          | Viola di Gamba | 8′ |
| 4.          | Octave         | 4′ |
| 5.          | Octave         | 2′ |